# Cierre de Radiotelevisión Valenciana

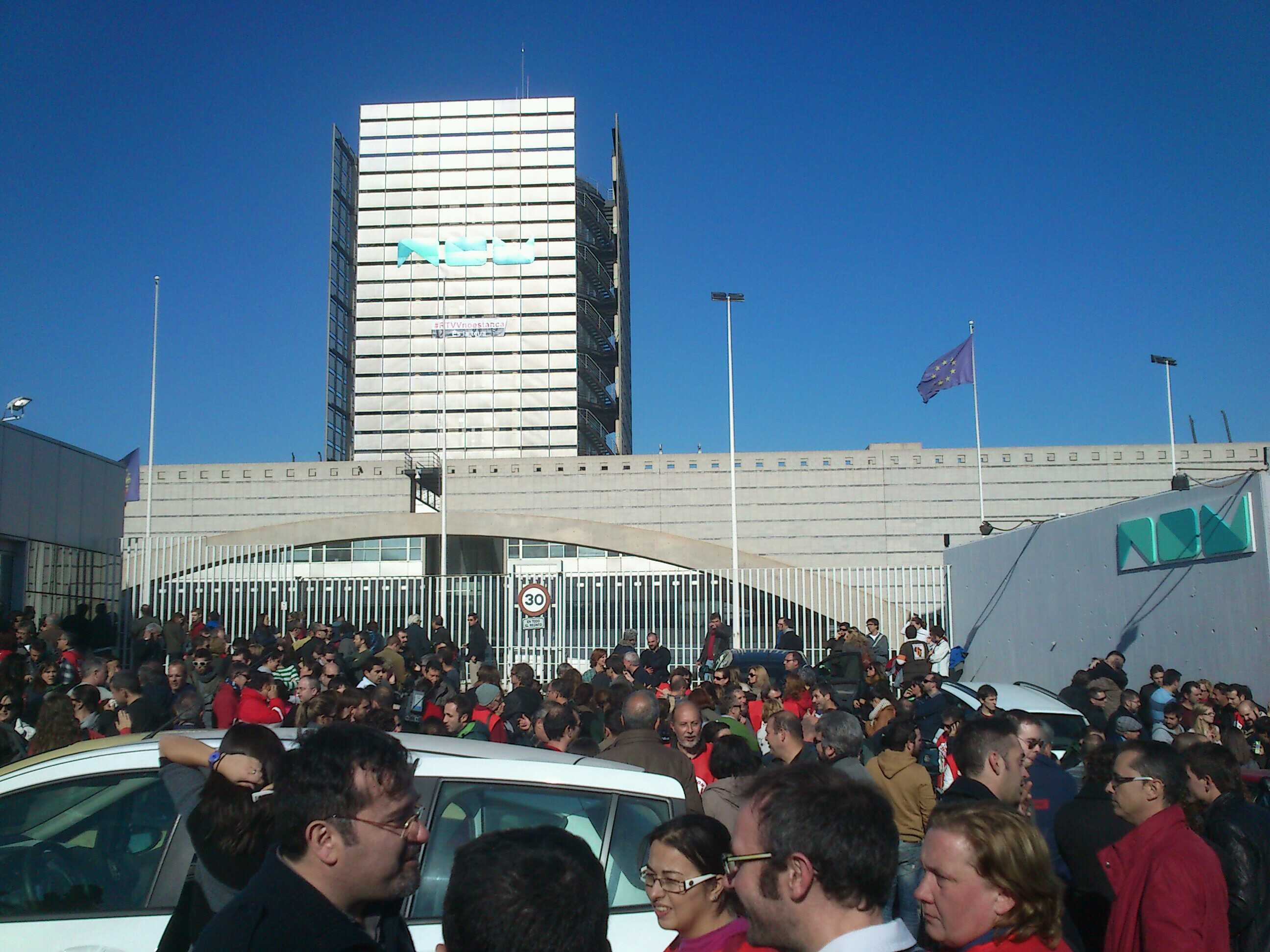
Concentración de trabajadores y ciudadanos ante la sede de RTVV pocas horas después del cierre de transmisiones el 29 de noviembre de 2013.

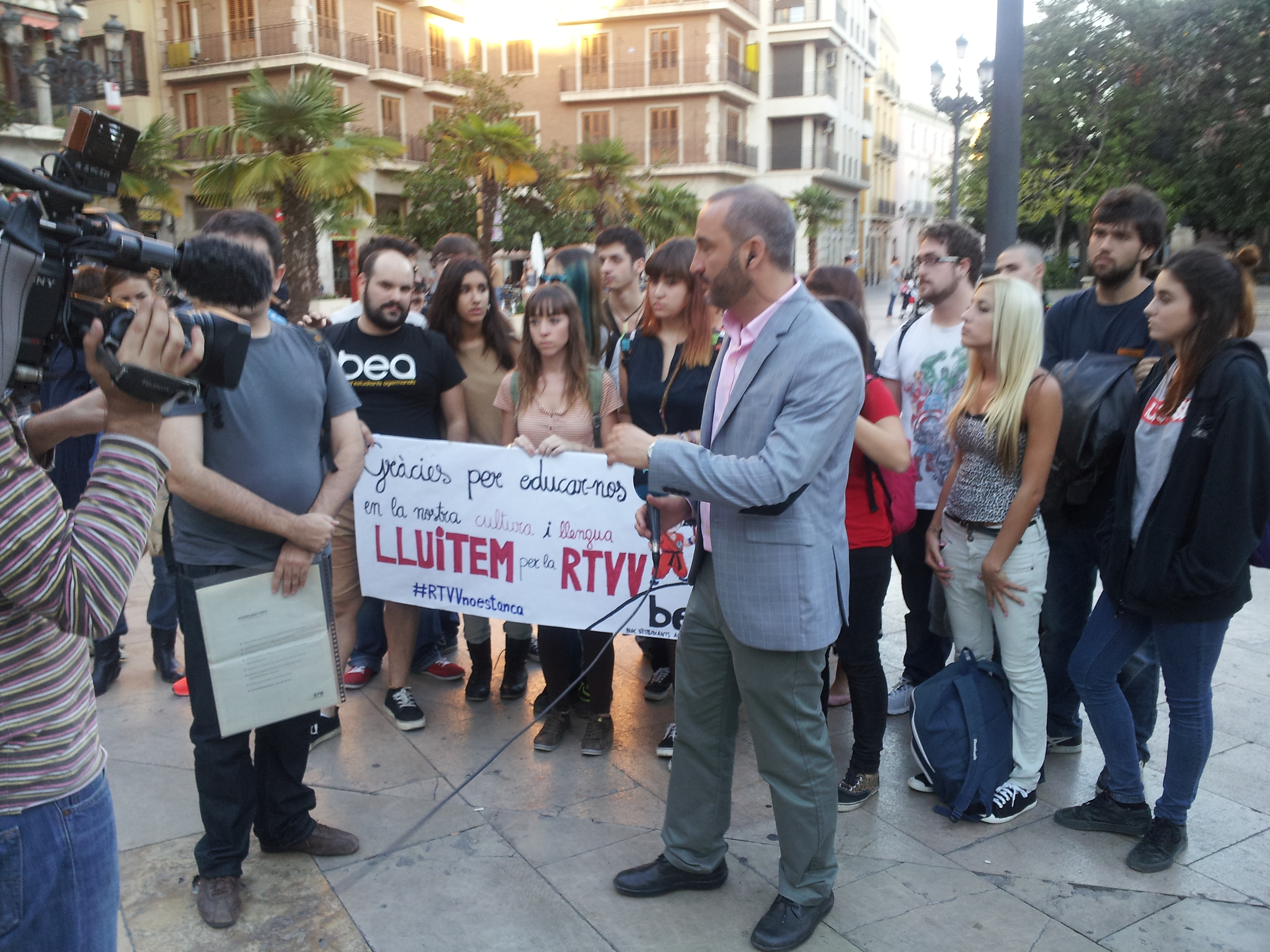
Emisión del programa especial que Nou Televisió realizó desde la Plaza de la Virgen el 6 de noviembre de 2013, cuando se anunció el cierre del grupo.

El cierre de RTVV fue un proceso que se llevó a cabo en noviembre de 2013 mediante el cual la Generalidad Valenciana clausuró el grupo Radiotelevisión Valenciana.

## Antecedentes
El 9 de febrero de 2013 se culminó el expediente de regulación de empleo de la Radio Televisión Valenciana, que afectó a 1131 trabajadores del grupo. El Tribunal Superior de Justicia de la Comunidad Valenciana declaró nulo el expediente el 5 de noviembre de 2013, lo que llevó al Gobierno Valenciano a anunciar su intención de clausurar la Radio Televisión pública, siendo correspondido por manifestaciones multitudinarias en Valencia, Alicante y Castellón.
Finalmente, el Consejo aprobó el cierre en las Cortes, que contaban con la mayoría del Partido Popular de la Comunidad Valenciana en la cámara, y cerró las emisiones de las cadenas del grupo al día siguiente.

## Cierre
Una edición extraordinaria del Diario Oficial de la Comunidad Valenciana publicado a medianoche del 29 de noviembre reclamó «disolver, liquidar y extinguir la empresa Radiotelevisión Valenciana». El primer medio en desaparecer esa misma noche fue Nou Ràdio, que siguió emitiendo una hora más a través de la emisión de la segunda emisora Sí Ràdio ya través de Internet. Decenas de trabajadores se reunieron a las puertas de la sede, donde efectivos de la policía impidieron el paso. A raíz de este hecho, los trabajadores de Nou Televisió iniciaron en directo un programa especial de resistencia, donde se dio voz a colectivos y partidos políticos críticos con el gobierno.
Durante la madrugada varios trabajadores pudieron entrar en la sede central de Radiotelevisión Valenciana, en Burjassot, a pesar de la barrera policial. Una vez dentro pudieron evitar el primer intento de cortar las emisiones. Seguidamente, un técnico valenciano, natural de Gata de Gorgos, conocido popularmente como Paco «Telefunken», fue nombrado por el Consejo de la Generalidad Valenciana de Valencia como la «mano ejecutora» del cierre de Canal Nou, decretado por acuerdo extraordinario del Consejo celebrado de urgencia esa misma tarde. Intentó sin éxito cortar las emisiones siguiendo instrucciones del Consejo de la Generalidad, pero, ante la presión de los trabajadores de RTVV, desistió de su objetivo inicial. Abandonó la sede de RTVV alrededor de las nueve de la mañana en dirección a su población natal. Durante la mañana del 29 de noviembre de 2013, Paco Telefunken fue trending topic mundial en la red Twitter.
A las 10.45 h el juzgado número 1 de Paterna ordenó el desalojo «inmediato» de la sede central de RTVV, a raíz de la denuncia por «ocupación ilegal» que habían presentado los liquidadores. De este modo, el juez autorizó el uso de «la fuerza policial» si los trabajadores se negaban a abandonar el recinto voluntariamente. A las 12:19 h, un técnico escoltado por policía llegó hasta el control central y cortó la emisión, entre gritos de «Açò és un colp d'estat» («Esto es un golpe de estado» en valenciano).
El polémico cierre tuvo eco incluso en otros medios públicos extranjeros como por ejemplo, la BBC.
Finalmente, al mediodía la web de RTVV dejó de estar operativa y Sí Ràdio, que durante la mañana también había retransmitido la programación crítica de los trabajadores, apagó a las 16:36 h.